# れいか
れいか（旧名：荻堂 れいか（おぎどう れいか）、1988年〈昭和63年〉11月21日 - ）は、日本の元グラビアアイドル。東京都出身。ディオスエンターテイメントに所属していた。

## 略歴
数々のグラビア誌に登場し、イメージDVDを定期的にリリースしグラビアアイドルとして活躍。それと同時に演技レッスンを受け、2006年7月、テレビ神奈川、BS朝日などの連続ドラマ「激闘!アイドル予備校」日比野琴女役として、役者デビュー。
2007年4月29日、芸能人女子フットサルチーム「南葛シューターズ」に入団。背番号は「11」でポジションはピヴォ（FW）。同年8月5日の「すかいらーくグループCUP in ザ・冒険王2007」グループCで公式戦初ゴールを決めた。2008年12月27日のファン感謝祭をもって退団。
2008年3月8日、芸名を「荻堂れいか」から「れいか」に改名した。
2008年12月12日、自らのブログで年内一杯で芸能活動を無期休業することを発表。翌2009年から「カード学園」出演など、活動を再開していたが、同番組を降板。

## 映像作品
- おぎどん（2006年、ぶんか社）
- まんまる（2006年、ラインコミュニケーションズ）
- 泣き虫（2006年、ぶんか社）
- PRECIOUS（2007年、英知出版）
- 現役女子高生グラビア Vol.7（2007年、アイマックス）
- OGI BANG!（2008年、ベガ・ファクトリー）

## 出演

### テレビドラマ
- 激闘!アイドル予備校（2006年、KBS京都）日比野琴女 役

### バラエティ
- 中居正広の金曜日のスマたちへ（2006年9月、TBS） - ギャル曽根再現VTR（友人役）
- カード学園（2009年4月 - 7月、TBS）

### テレビアニメ
- THE FROGMAN SHOW 秘密結社鷹の爪（2006年、テレビ朝日）

## 書籍

### 雑誌連載
- Beppin School（2005年11月 - 、英知出版）
- 月刊とらさん（2007年10月 - 、ラーメンデータバンク）
- ENTERTAINMENT Dash（2007年11月 - 、晋遊舎）

## その他
- 2006年
  - 山岸伸壁紙ミュージアム[1]
- 2007年
  - 4月 女子フットサルチーム『南葛シューターズ』選手[1]（ - 2008年12月27日）
    - スポンサーの大手ゲーム会社であるセガのプロサッカークラブを作ろうのサイトにも掲載[2]。

  - 7月 国連環境計画（UNEP）写真展　東京都庁提出用VTR（レポーター）[1]
  - 9月 初代「麺ドル」に就任[1]。